# Naturschutzgebiet Der Loben
Der Loben ist ein Moorgebiet nahe der südbrandenburgischen Gemeinde Hohenleipisch im Landkreis Elbe-Elster. Das Gebiet befindet sich in der einstigen Liebenwerdaer Heide etwa sechzig Kilometer nördlich der sächsischen Landeshauptstadt Dresden im Naturpark Niederlausitzer Heidelandschaft. 
Es ist eines der letzten großen, noch weitgehend intakten Moore in Südbrandenburg. Etwa 670 Hektar des Lobens stehen unter Naturschutz. Eine Erweiterung auf 1.700 Hektar Schutzfläche ist vorgesehen.

## Schutzzweck des Naturschutzgebietes
„Der Schutzzweck besteht in der Erhaltung und Entwicklung der für die Wälder und Heiden der Altpleistozänstandorte des Lausitzer Tieflandes charakteristischen Vegetationseinheiten im Mosaik von Kiefernwäldern, Fichten-Kiefernwäldern, Moorwäldern, bodensauren Laubmischwäldern, zwergstrauchreicher Feuchtheiden, Torfmoorgesellschaften, Kleinseggenriedern, Pfeifengraswiesen und alter Grabungsgewässer.“

## Geschichte

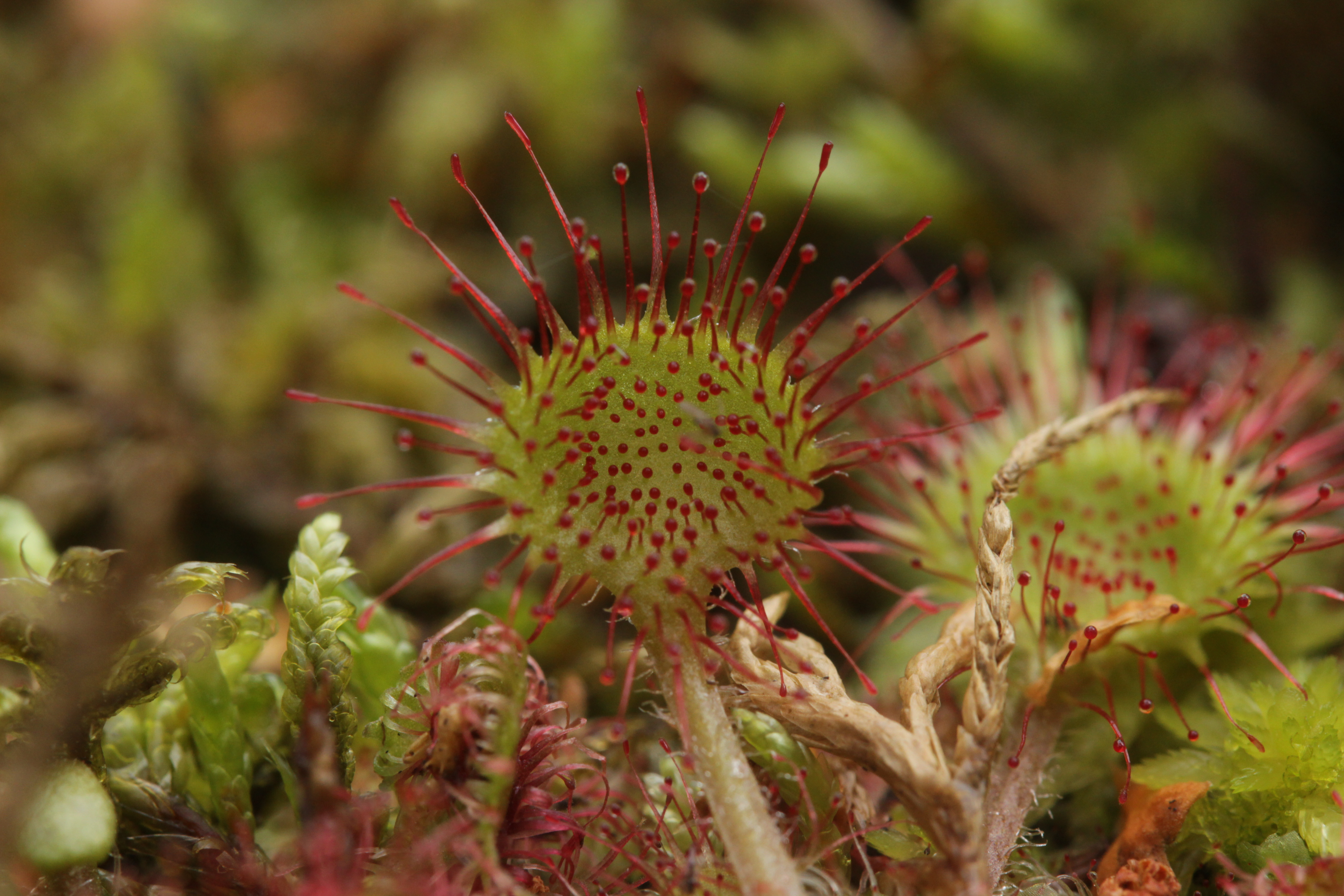
Sonnentau

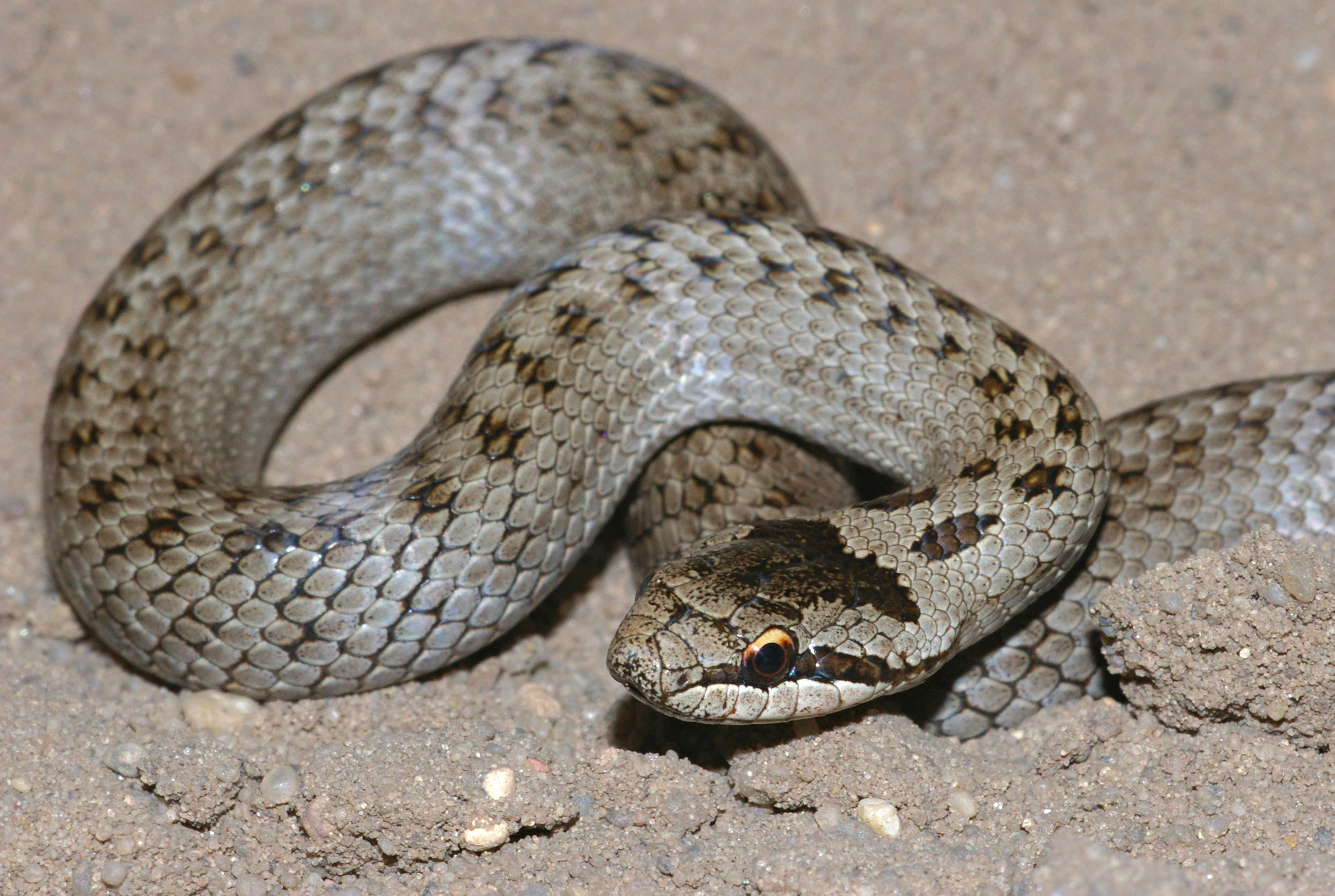
Schlingnatter

Die Landschaft des Flachmoors entstand hier während der letzten Eiszeit vor etwa 12.000 Jahren, als die ablaufenden Schmelzwässer in diesem Gebiet Seen bildeten, die schließlich verlandeten. Die Anlage des Elsterwerda-Gohraer Floßgrabens von 1740 bis 1744 durch Johann Müller, welcher der Holzversorgung im Raum Dresden und Meißen diente, beschleunigte die Verlandung im Loben, in deren Folge unter anderem der südlich bei Döllingen gelegene zur Fischwirtschaft genutzte Döllinger See austrocknete.
Um 1765 wurde der Loben auch als Lohmlachen und Morast bezeichnet. Sein Name stammt vermutlich vom slawischen Wort lom und bedeutet Waldbruch.
Der Torf, welcher in diesem Gebiet bereits seit mehreren Jahrhunderten abgebaut wird, findet in den medizinischen Einrichtungen von Bad Liebenwerda, etwa in der dortigen Rheumaklinik, bereits seit 1904 Verwendung. Anfänglich wurde er noch mit Pferde-Fuhrwerken transportiert.
Außerdem wurden von hier Kurbetriebe unter anderem in Bad Gottleuba, Bad Schmiedeberg und Bad Düben mit Badetorf versorgt.
1981 wurde das Gebiet des Lobens unter Naturschutz gestellt und am 8. Juni 2010 eine 5,60 m hohe Aussichtsplattform eröffnet, von der man weite Teile des Naturschutzgebietes gut überblicken kann.

Am 29. Mai 2020 brach im Moorgebiet ein Großbrand aus, der sich schnell auf etwa 30 Hektar ausbreitete und sich am darauffolgenden Tag auf 100 Hektar vergrößerte. Da das Gebiet in weiten Teilen weder für schwere Löschtechnik noch für Feuerwehrleute zu Fuß zugänglich ist, gestalteten sich die Löscharbeiten des Moorbrandes nach Angaben der zuständigen Einsatzleitstelle sehr schwierig. Die Feuerwehr, die mit etwa 170 Einsatzkräften vor Ort war, prognostizierte einen Einsatz über mehrere Wochen, auch deshalb, weil der torfige Boden eine schnelle Brandausbreitung unter der Erde begünstigt.

## Flora
Im Moorgebiet ansässige Pflanzen sind unter anderem Keulenbärlapp, Königsfarn, Einblütiges Moosauge, Natternzunge sowie die Glockenheide. Außerdem kommen hier die Gemeine Moosbeere, der Lungenenzian, der Sonnentau und die Sumpfporst vor. Autochthone Vorkommen gibt es von der Gemeinen Fichte in Begleitung mit der Langblättrigen Sternmiere.
Weitere typische Vegetationseinheiten im Gebiet sind Kiefern-Fichtenwald und Birken-Stieleichenwald.

## Fauna
Der Loben ist Lebensraum für Laubfrosch, Kreuzotter und Schlingnatter. Er hat eine wichtige Bedeutung als Brut-, Schlaf- und Sammelplatz des Kranichs.
Weitere erwähnenswerte Brutvogelarten im Gebiet sind Sperber, Baumfalke, Rotmilan, Schwarzmilan, Wasserralle, Waldschnepfe, Bekassine, Ziegenmelker, Ortolan sowie der Raufußkauz. Weiterhin kommen hier Rotwild, Fischotter, Mauswiesel und Baummarder vor.